# BNP Paribas Masters 2015
BNP Paribas Masters 2015 — тенісний турнір, що проходив на кортах з твердим покриттям у місті Paris, Франція з 2 листопада. Належав до категорії ATP World Tour Masters 1000.

## Фінальна частина

### Одиночний розряд
Новак Джокович —  Енді Маррей 6–2, 6–4

### Парний розряд
Іван Додіг /  Марсело Мело —  Вашек Поспішил /  Джек Сок 2–6, 6–3, [10–5]